# Schulsanitätsdienst

Logo des Schulsanitätsdienstes des Deutschen Jugendrotkreuz

Der Schulsanitätsdienst, abgekürzt auch SSD oder SSanD, ist eine gemeinnützige Einrichtung an Schulen, die der Schulleitung direkt untergeordnet ist. Er ergänzt und sichert dort die Erste-Hilfe-Versorgung. An den meisten Schulen ist dies eine AG bzw. ein Ganztagsangebot.
Schüler, die mindestens in der Ersten Hilfe ausgebildet sind, stellen im Rahmen des Schulsanitätsdienstes die Erstversorgung im Fall von Unfällen, Verletzungen und Krankheiten bis zum Eintreffen des Rettungsdienstes sicher. Weitere Aufgaben finden sich in der sanitätsdienstlichen Betreuung von Schulveranstaltungen.

## Arten
Man kann Schulsanitätsdienste anhand der Schularten in zwei Gruppen unterscheiden: SSD an Grundschulen und SSD an weiterführenden Schulen. Da Schulsanitätsdienste an Grundschulen weniger der medizinischen Ersten Hilfe, sondern der Förderung der sozialen Verantwortung der Kinder dienen, behandelt dieser Artikel hauptsächlich Schulsanitätsdienste an weiterführenden Schulen, welche ihren Schwerpunkt in der medizinischen Erstversorgung haben.

## Organisation
Schulsanitätsdienste gibt es nicht an jeder Schule, da diese über die Durchführung eines solchen Angebots selbst entscheiden kann.
Häufig wird das Projekt in Form einer Arbeitsgemeinschaft (AG) oder eines Arbeitskreises (AK) im Rahmen der Schülermitverantwortung beziehungsweise Schülervertretung organisiert. Um ein Schulsanitätsdienst-Projekt zu ermöglichen, sollten auch einige Lehrer im Sanitätswesen geschult sein. Teilweise wird der Schulsanitätsdienst auch im Rahmen eines Wahlfaches betrieben. An vielen Schulen ist es aber auch möglich, dass ältere Schüler die Leitung des Schulsanitätsdienstes übernehmen, das heißt als Schulsanitätsdienstleiter fungieren.
In der Regel kooperiert der Schulsanitätsdienst mit einer Hilfsorganisation (in Deutschland beispielsweise dem Arbeiter-Samariter-Bund, der Deutschen Lebens-Rettungs-Gesellschaft, dem Deutschen Roten Kreuz, der Johanniter-Unfall-Hilfe und dem Malteser Hilfsdienst) bzw. dem entsprechenden Jugendverband, oder seltener mit der Feuerwehr, welche die Ausbildung der Teilnehmer im Bereich Erster Hilfe und des Sanitätswesens durchführt. Teilweise ist der Schulsanitätsdienst auch in der örtlichen Gliederung der Hilfsorganisationen verankert.

## Aus- und Fortbildung
Die Ausbildung zum Schulsanitäter ist nicht einheitlich festgelegt und kann von Hilfsorganisation zu Hilfsorganisation variieren.
Grundlage für die Mitarbeit im SSD kann ein 9-stündiger Erste-Hilfe-Kurs sein. Manche Hilfsorganisationen bieten den sogenannten EH-Kurs für Schüler an, der in einem 12-stündigen Kurs für 10–16-jährige Schüler, initiiert und finanziert vom Bundesinnenministerium, die Grundlage in Erster Hilfe legt. Manche Schulsanitätsdienste legen für die Ausbildung zum Schulsanitäter eigene Ausbildungsinhalte fest, wie zum Beispiel unter anderem Grundlagen in Recht, Materialkunde, Rettungsdienstkunde und Sanitätswachdienste, die bis zu 80 Stunden umfassen.
Einige Schüler, die in Hilfsorganisationen tätig sind, verfügen über Qualifikationen zum Sanitäter oder Sanitätshelfer. Meist haben die Schüler erweiterte Kenntnisse in Erster Hilfe, ältere Schüler auch eine Sanitäts(helfer)ausbildung. Üblicherweise gehört zum Schulsanitätsdienst auch das regelmäßige gemeinsame Training.
Den Schulsanitätern wird sowohl theoretisch als auch praktisch durch Fallbeispiele beigebracht, sich in verschiedenen Notfallsituationen richtig zu verhalten. Neben der klassischen Ersten Hilfe liegen die Schwerpunkte auf alltäglichen Situationen (vor allem Sportunfällen), je nach Schulform auch Kindernotfälle und der psychischen Betreuung der Verletzten. Des Weiteren lernt man in der Ausbildung zum Schulsanitäter auch rechtliche Verpflichtungen und Einschränkungen sowie den rechtlichen Schutz des Ersthelfers kennen.
Das Fortbildungsangebot wird häufig von den Schulsanitätsdiensten selbst übernommen. Die Schulsanitäter organisieren mit ihrem Leiter oder der betreuenden Lehrkraft gemeinsame Treffen in Form einer Arbeitsgemeinschaft oder eines Arbeitskreises. Dort werden zum Beispiel Themen der Schulsanitäterausbildung wiederholt oder aktuelle Einsätze nachbesprochen.
In der Regel ergänzt die Hilfsorganisation, mit der der Schulsanitätsdienst kooperiert, das Fortbildungsangebot durch ihr Angebot von Weiterbildungsmöglichkeiten im sanitätsdienstlichen Bereich.

## Ausstattung
Die Ausstattung der Schulsanitätsdienste ist nicht einheitlich. Je nach Ausbildungsstand, Unterstützung von Seiten der Schule und zur Verfügung stehenden Geldmitteln unterscheidet sich die Ausstattung von Schulsanitätsdiensten teilweise sehr stark. Oft wird die Erstausrüstung (Erste-Hilfe-Tasche, Material, Warnwesten, SSD-Shirts) durch die unterstützenden Hilfsorganisation gestellt oder diese hilft bei der Beschaffung.

### Mindestausstattung
Der Schulträger ist gesetzlich verpflichtet, eine bestimmte Erste-Hilfe-Ausstattung vorzuhalten, die vom Schulsanitätsdienst benutzt werden kann. Welche konkrete Ausstattung eine Schule benötigt, hängt von der Gefährdungsbeurteilung ab, die für jede Schule angefertigt werden muss. Dabei gilt für den Abschnitt zur Ersten Hilfe die Ausnahme, dass nicht nur die Arbeitsbedingungen der Beschäftigten beurteilt werden müssen, sondern dass alle Personen berücksichtigt werden müssen, die sich üblicherweise gleichzeitig auf dem Betriebsgelände (Schulgelände) aufhalten.

### Gerätschaften
Einige Schulsanitätsdienste verfügen darüber hinaus, je nach Ausbildungsstand der Schulsanitäter, noch über weitere Gerätschaften wie Beatmungsbeutel, Pulsoxymeter,  Blutdruckmessgerät, Stethoskop, Trage nach DIN 13024, Diagnostikleuchte etc. Auch weitere Verbandmaterialien sowie Notfallrucksäcke sind meistens vorhanden. In vielen Schulen ist meist ein  Automatisierter Externer Defibrillator (AED) vorhanden, auf den die Schulsanitäter eingewiesen werden.
Im Falle von Anschaffungen mit hohen Kosten wird der Schulsanitätsdienst in der Regel durch Elternbeirat, Förderverein oder Spenden unterstützt.

## Einsätze
Zu welchen Einsätzen die Schulsanitäter alarmiert werden, sollte vor Ort mit der Schulleitung abgesprochen sein. Die Hilfeleistungen gehen von Schnitten im Finger bis hin zur größeren Verletzungen wie Frakturen oder Ähnliches.  An vielen Schulen wird bei Notrufen standardmäßig der SSD dazugerufen. So kann das Einsatzspektrum von Kopfschmerzen bis hin zur Reanimation reichen. Allerdings sind Schulsanitäter immer noch junge Menschen, kein ausgebildeter Rettungsdienst. 
Die Schulsanitäter stellen während der normalen Unterrichtszeit eine Art Bereitschaftsdienst, sie sind aber auch auf Veranstaltungen wie Sport- oder Schulfesten, meist an einer kleinen Sanitätsstation, aufgestellt.

## Rechtliche Grundlagen

### Gesetze und Vorschriften
Die gesetzliche Unfallversicherung für Schüler ist im siebten Buch der Sozialgesetzgebung (SGB VII) geregelt. Der Schulhoheitsträger, also das Bundesland, übernimmt als Unternehmer die Verantwortung für eine wirksame Erste Hilfe. Nach dem Arbeitsschutzgesetz hat das Bundesland als Arbeitgeber unter anderem Maßnahmen zu treffen, die für die Erste Hilfe erforderlich sind und hat die Beschäftigen zu benennen, die Aufgaben der Ersten Hilfe übernehmen.
Darüber hinaus hat die Deutsche Gesetzliche Unfallversicherung, Spitzenverband der gewerblichen Berufsgenossenschaften und Unfallkassen, Unfallverhütungsvorschriften erlassen, für eine wirksame Erste Hilfe. Die Unfallkassen der Bundesländer richten sich nach diesen Vorgaben.
So empfiehlt zum Beispiel die Unfallkasse des Bundeslandes Nordrhein-Westfalen, bis zu 20 Prozent des fest angestellten pädagogischen Personals (inklusive offener Ganztag ohne Honorarkräfte) als Ersthelfer auszubilden. Eine Regelung gibt es allerdings nicht. Die Ausbildung in Erster Hilfe umfasst neun Einheiten zu je 45 Minuten (Erste-Hilfe-Grundausbildung) und alle zwei Jahre weitere neun Einheiten zu je 45 Minuten (Erste-Hilfe-Fortbildung).
Der Schulsanitätsdienst stellt eine Ergänzung der Ersten Hilfe an Schulen dar und lässt die Schule so ihrer Aufgabe, das Sicherheitsbewusstsein der Schüler zu wecken und zu fördern, nachkommen.

### Versicherungsfragen
Die Schüler sind während schulischer Veranstaltungen (eine schulische Veranstaltung liegt immer dann vor, wenn sie durch die Schule organisiert, durchgeführt und beaufsichtigt wird) und auf den Wegen von und zu diesen durch die gesetzliche Unfallversicherung bei der gesetzlichen Unfallkasse gegen alle Personen- und Sachschäden versichert. Da mit der Hilfeleistung in Notfällen auch eine Eigenschädigung verbunden sein kann, sind Ersthelfer (und natürlich auch Sanitäter) kraft Gesetzes beitragsfrei im Rahmen der gesetzlichen Unfallversicherung gegen alle erdenklichen Personen- und Sachschäden versichert, die ihnen bei der Hilfeleistung widerfahren.

### Aufsichtspflicht
Die Aufsichtspflicht über den Schulsanitätsdienst im Schulalltag oder bei Schulveranstaltungen obliegt der jeweiligen Fachkraft; jedoch ist eine ständige Anwesenheit eines Lehrers nicht in jedem Falle erforderlich. Für Aktionen und Treffen des Schulsanitätsdienstes ist die Gruppenleitung oder der betreuende Lehrer verantwortlich. Die Verantwortung für die Hilfeleistung liegt beim Lehrkörper. Die Haftung für den Schulsanitätsdienst liegt bei der Schule.